# Der Brieföffner
Der Brieföffner ist ein deutscher Detektivfilm aus dem Jahre 1916 der Filmreihe Stuart Webbs.

## Handlung
Der Kassierer einer Bank wird ermordet aufgefunden – erdolcht mit einem Brieföffner. Geraubt wurde ein Betrag in Höhe von 300.000 Kronen. Als erster Verdächtiger wird der Bankdirektor Walter Neels verhaftet. Daraufhin engagiert dessen Braut Marie Helgen Webbs, um die Unschuld ihres Verlobten zu beweisen. Webbs hat alle Mühe, den verzwickten Fall zu lösen, wozu er überdies die Hilfe der Polizei benötigt. Am Ende stellt sich der Prokurist als der wahre Täter heraus, er und seine Helfer werden verhaftet.

## Produktionsnotizen
Der Brieföffner ist der achte Film dieser Reihe und wurde im Frühjahr 1916 im Stuart Webbs-Film-Atelier in Berlin-Weißensee gedreht. Nach dem Passieren der Zensur wurde er mit Jugendverbot belegt. Der vieraktige Film besaß bei seiner Neuzensur im Jahre 1921 eine Länge von 1380 Metern. Die deutsche Erstaufführung fand am 12. Mai 1916 im Marmorhaus statt. In Österreich-Ungarn (Wien) lief Der Brieföffner bereits am 7. April 1916 an.

## Kritik
In Paimann’s Filmlisten ist zu lesen: „Stoff sehr spannend, doch schwer lösbar. Photos etwas dunkel, Spiel und Szenerie sehr gut.“